# Panaxia paucimacula
Panaxia paucimacula är en fjärilsart som beskrevs av O. Schultz 1900. Panaxia paucimacula ingår i släktet Panaxia och familjen björnspinnare. Inga underarter finns listade i Catalogue of Life.